# Pulsar (Seiko)
Pulsar es una marca de relojes y actualmente una división de Seiko Watch Corporation of America (SCA). Pulsar fue el primer reloj digital electrónico del mundo. Hoy los relojes Pulsar son mayoritariamente analógicos y utilizan los mismos movimientos en Seikos como el movimiento cronógrafo de cuarzo 7T62. 

## Primer reloj LED del mundo

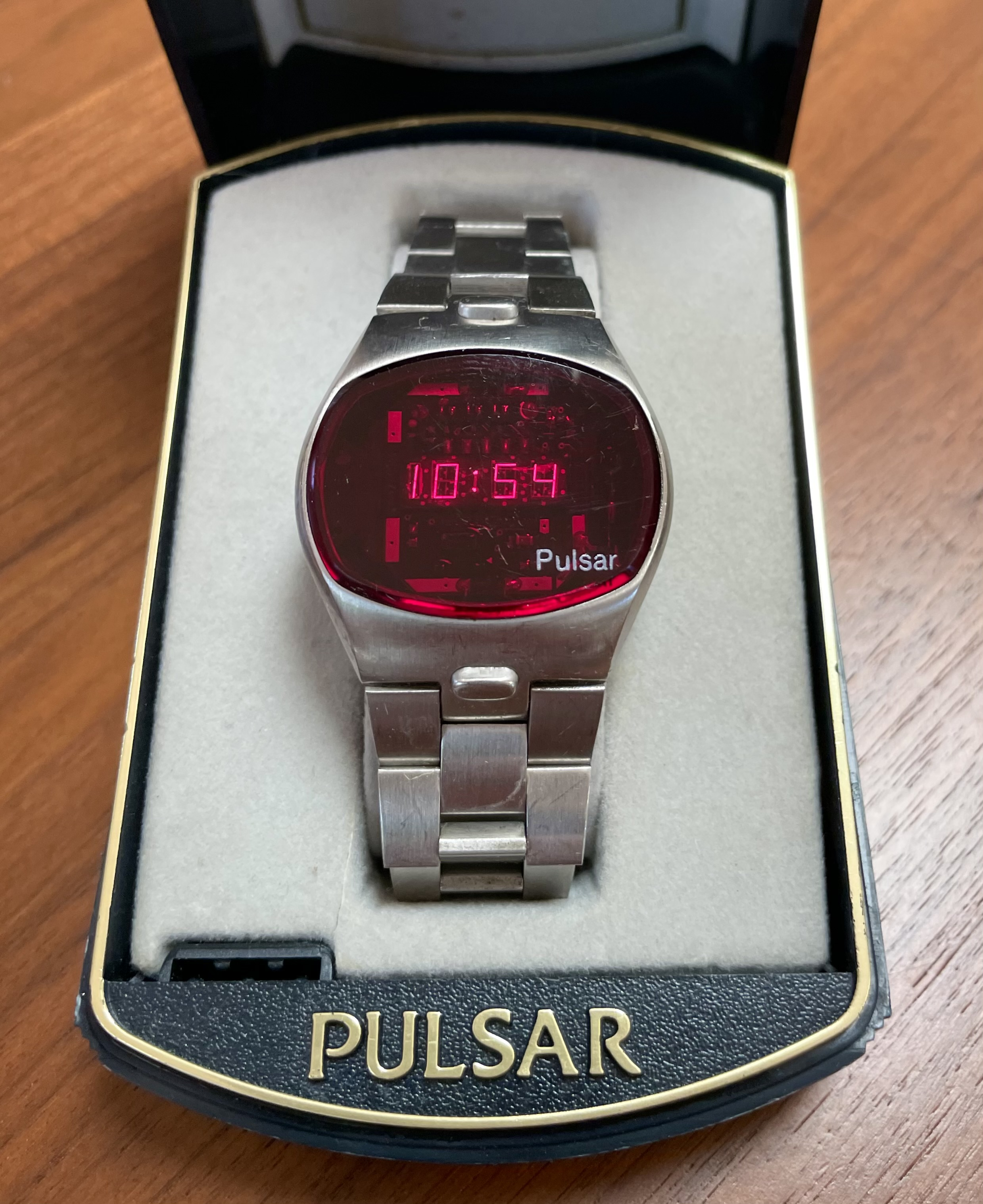
Time LED Pulsar, 1976

En 1970, Pulsar fue la marca de la American Hamilton Watch Company que anunció por primera vez la fabricación y lanzamiento de un reloj digital LED al mercado. Fue desarrollado conjuntamente por las compañías estadounidenses Hamilton y Electro/Data Inc. En la primavera de 1972, Hamilton Watch (la empresa matriz, no la Hamilton Watch Division) comercializó el primer reloj Pulsar. Con una caja de oro de 18 quilates, el primer reloj digital totalmente electrónico del mundo también fue el primero en utilizar una pantalla digital creada con diodos emisores de luz (LED). Había que "pulsar" un botón para mostrar la hora. El primer Pulsar se vendió inicialmente por 2.100 dólares (13,400 dólares en dólares de 2020). En octubre de 1972, el segmento de Potpourri del número de Playboy mencionó el primer Pulsar e incluyó una foto. En 1975, se lanzó un Púlsar digital con una calculadora integrada. En 1978, Seiko Corporation adquirió la marca Pulsar, que es de grado medio de su gama de productos. En marzo de 2020, Seiko detuvo la distribución de Pulsar en Reino Unido. 

## Galería

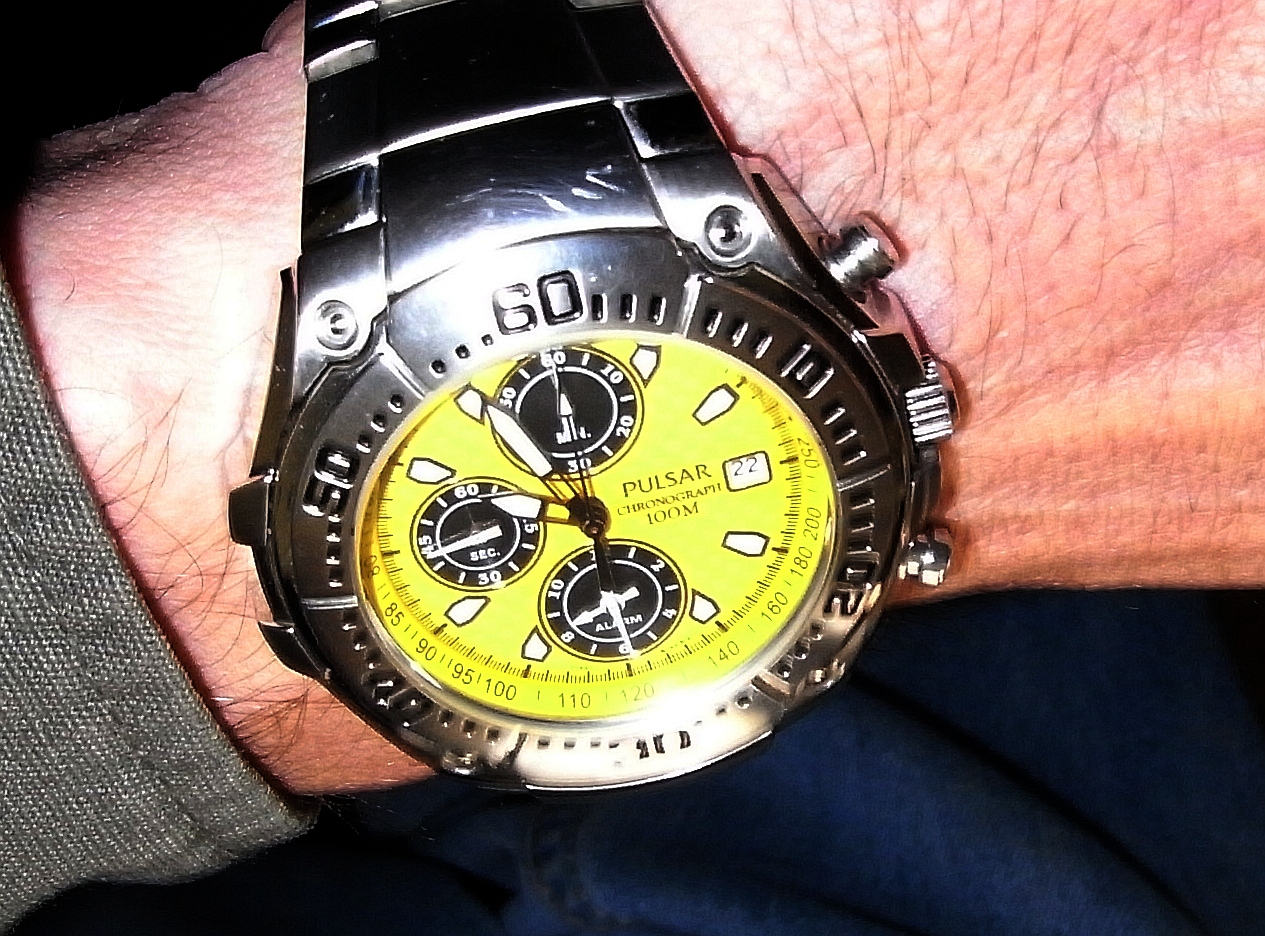
Cronógrafo de cuarzo Pulsar
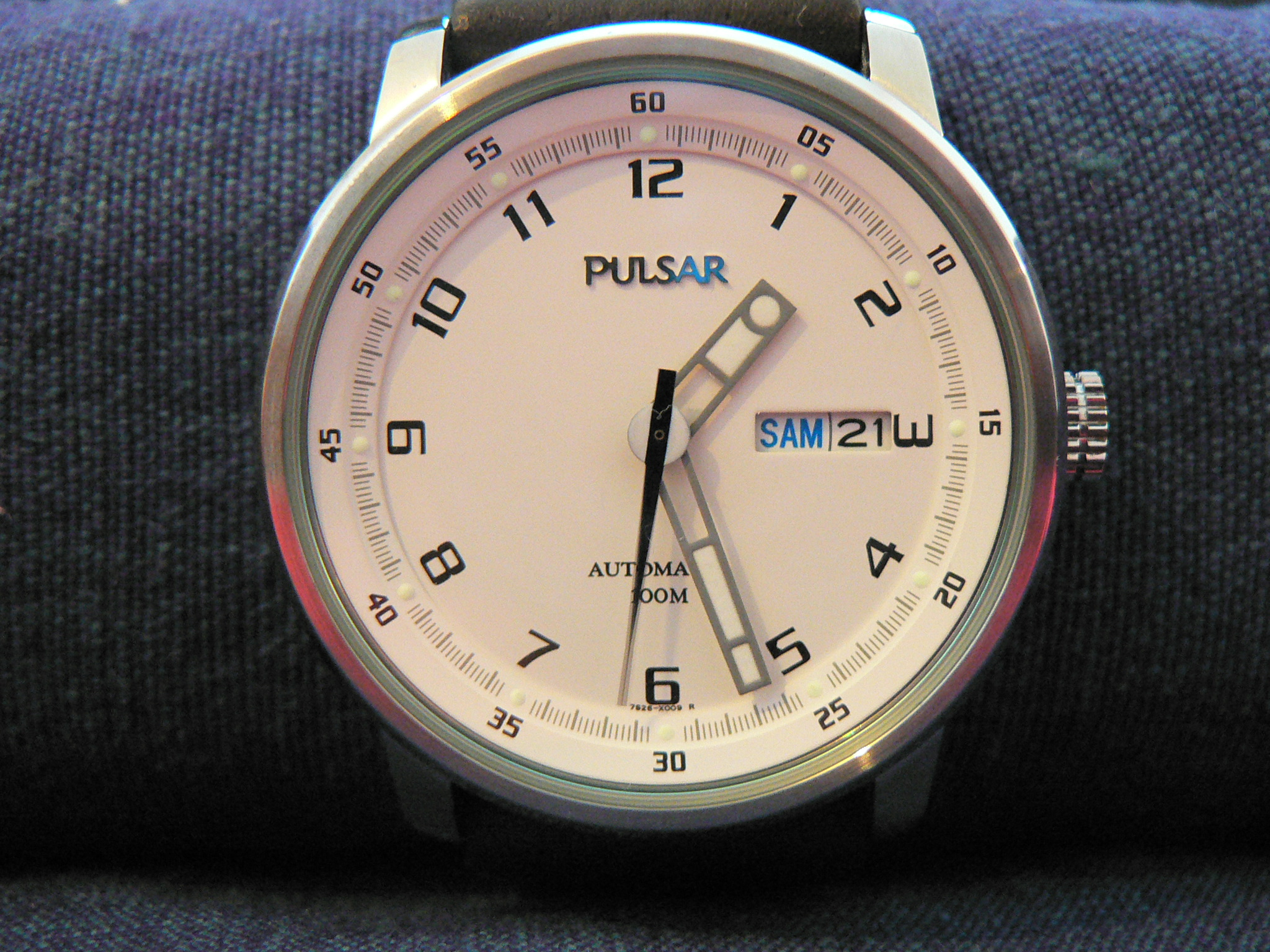
Un moderno reloj analógico